# 守德郡
守德郡（越南语：／），又作首德郡，是越南胡志明市历史上下辖的一个郡。面积47.8平方公里，2019年总人口592000人。

## 地理
守德郡北接平阳省以安市和顺安市，南接平盛郡和旧邑郡，东接第九郡，西接第十二郡。

## 历史
1997年1月6日，守德县以灵东社、灵中社、灵春社、三平社、三富社、合平福社、合平正社、守德市镇1市镇7社和合富社部分区域、新富社部分区域、福隆社部分区域析置守德郡；灵东社改制为灵东坊，合平正社改制为合平正坊，合平福社改制为合平福坊，三富社改制为三富坊，灵春社改制为灵春坊，守德市镇析置灵沼坊，福隆社部分区域和守德市镇部分区域合并为长寿坊，三平社分设为平沼坊、平寿坊和三平坊，守德市镇和灵中社析置灵西坊，灵中社剩余区域、新富社部分区域和合富社部分区域合并为灵中坊。
2020年12月9日，守德郡和第二郡、第九郡合并为守德市。

## 行政区划
2020年，守德郡下辖12坊，郡人民委员会位于平寿坊。
- 平寿坊（Phường Bình Thọ）
- 平沼坊（Phường Bình Chiểu）
- 合平正坊（Phường Hiệp Bình Chánh）
- 合平福坊（Phường Hiệp Bình Phước）
- 灵沼坊（Phường Linh Chiểu）
- 灵东坊（Phường Linh Đông）
- 灵西坊（Phường Linh Tây）
- 灵中坊（Phường Linh Trung）
- 灵春坊（Phường Linh Xuân）
- 三平坊（Phường Tam Bình）
- 三富坊（Phường Tam Phú）
- 长寿坊（Phường Trường Thọ）